# Piedras preciosas de Pakistán

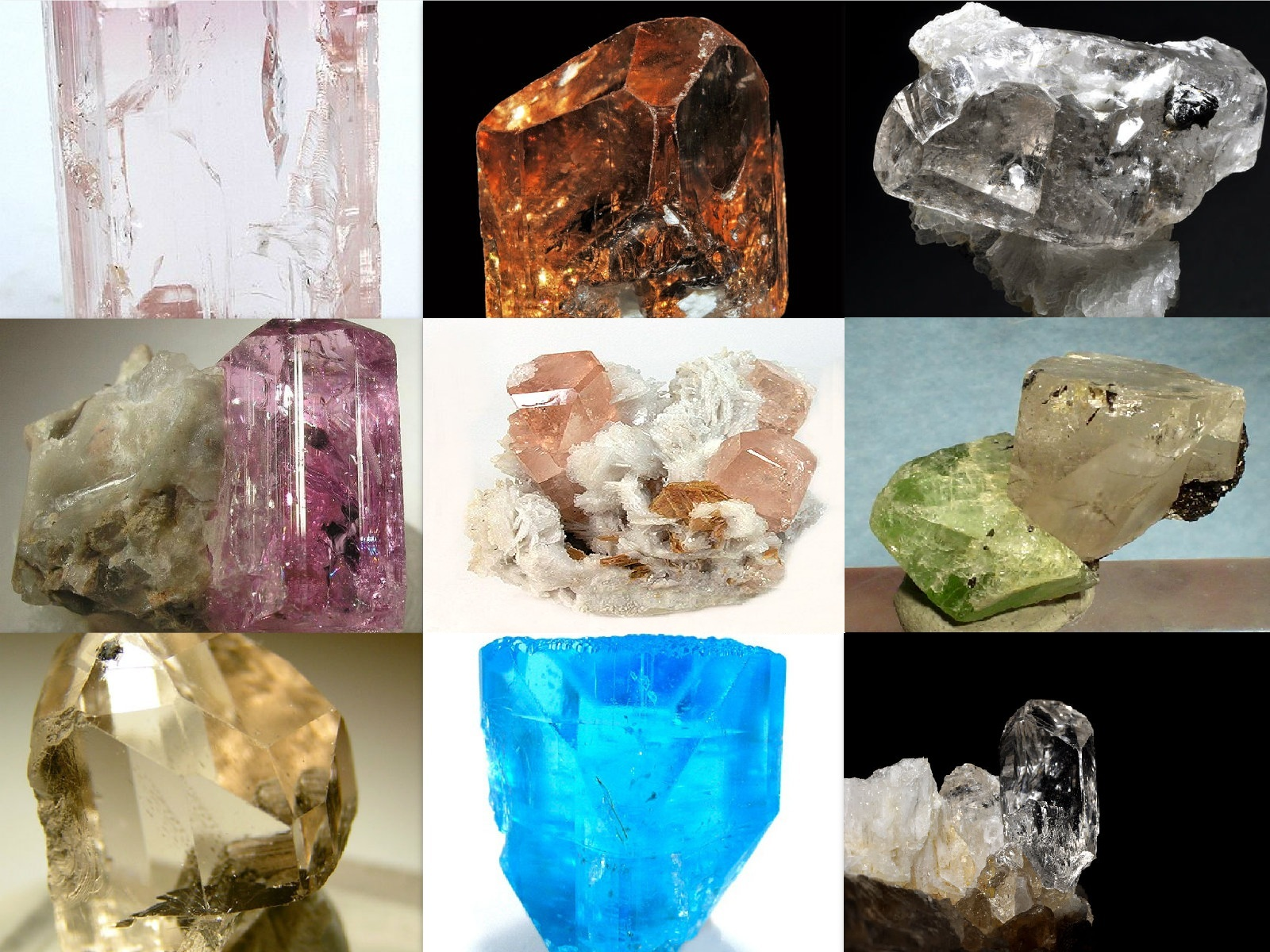
Varios tipos de topacio encontrados en Pakistán. 1ª fila: topacio rosa, topacio color coñac, cristal topacio rosa claro con turmalina negra en matriz. 2ª fila: raro topacio morado, topacio de color champán en albita, topacio raro y matriz verde de hidroxilherderita. 3ª fila: topacio cortado naturalmente, topacio azul irradiado, topacio blanco en matriz

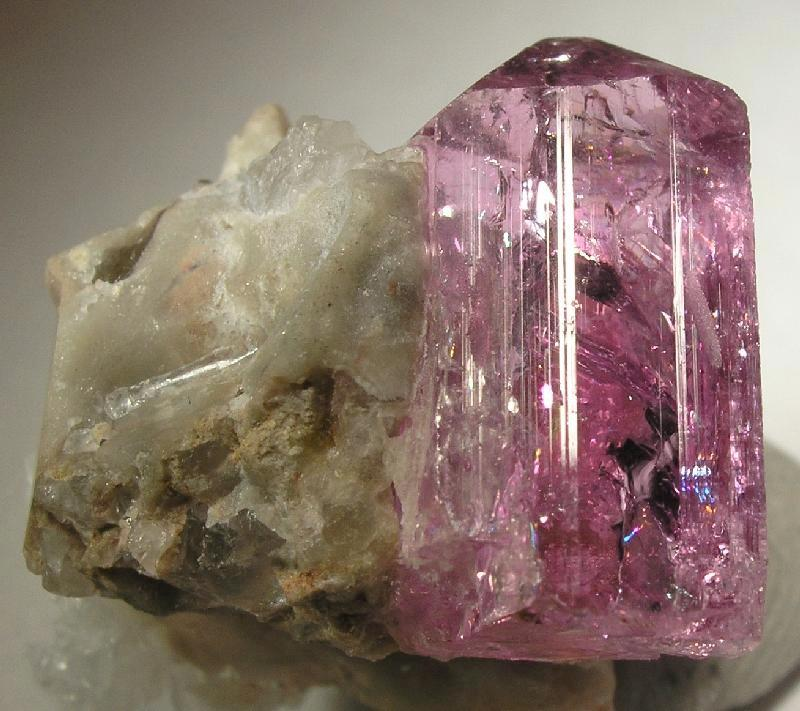
Topacio de color púrpura lavanda extremadamente raro en una matriz de Katlang en el distrito de Mardan, Khyber Pakhtunkhwa

Pakistán tiene grandes reservas de minerales y piedras preciosas. Las piedras preciosas paquistaníes incluyen una variedad de minerales como peridoto, aguamarina, topacio, rubí y esmeralda, lo que hace que el país sea importante en el mundo de los minerales.

## Industria
En 1979, se estableció la Corporación de Piedras Preciosas de Pakistán para desarrollar el sector de las piedras preciosas en el país, sin embargo, en 1997 la corporación fue liquidada. En la actualidad, varias organizaciones están trabajando en este sector, incluida la Asociación de Exportadores Comerciales de Piedras Preciosas y Semipreciosas en Bruto y Sin Pulir de Pakistán (APCEA) y la Compañía de Desarrollo de Gemas y Joyas de Pakistán (PGJDC). Anualmente se celebra en Peshawar el Pakistán Gems and Mineral Show, desde 1994, sin embargo, no ha atraído la atención de posibles compradores internacionales.

## Mercados de gemas
La ciudad portuaria de Karachi, al sur del país, fue una vez el mercado más grande de gemas talladas y de corte duro en Pakistán. Sin embargo, después de la invasión soviética de Afganistán, la importancia de Karachi se redujo y Peshawar se convirtió en el centro del comercio de piedras preciosas. Debido a la extensa frontera con Afganistán, muchas piedras preciosas del país ahora también se encuentran en Pakistán y, desde 1979, Peshawar es el único mercado directo para todas las gemas que se encuentran tanto en Pakistán como en Afganistán. Pakistan Gems and Jewellery Development Company celebra regularmente Gem Bazaars (exposiciones) en Quetta y Peshawar, donde se comercializan las piedras preciosas atestiguadas por el Gemstone Identification Laboratory. En Islamabad, hasta ahora se han celebrado tres exposiciones de este tipo. Durante la exposición de enero de 2012, alrededor de doscientas empresas de Pakistán mostraron sus artículos. La tercera Exposición de Gemas de Islamabad se llevó a cabo en febrero de 2013, donde 80 comerciantes nacionales exhibieron sus productos. 

## Laboratorios de pruebas
El gobierno ha establecido laboratorios de identificación de gemas en las principales ciudades de Pakistán para promover el comercio de piedras preciosas. Para este propósito, Pakistan Gems and Jewellery Development Company está trabajando en las ciudades de Lahore, Karachi, Peshawar, Quetta, Gilgit, Muzaffarabad y Sargodha, donde existe la mayor parte del comercio. Desde la creación de Pakistan Gems & Jewellery Development Company, el comercio de piedras preciosas en Pakistán ha experimentado un gran aumento. 
También hay algunos laboratorios privados de identificación de gemas en Lahore, Karachi y Peshawar con gemólogos calificados trabajando en sus laboratorios.

## Áreas mineras
Las zonas occidental y septentrional de Pakistán tienen tres cadenas montañosas; Hindukush, Himalaya y Karakorum, que albergan todos los minerales que se encuentran en Pakistán. A continuación se mencionan algunas de las principales áreas mineras junto con sus principales rendimientos de gemas: 

### Khyber Pakhtunkhwa
La provincia de Khyber Pakhtunkhwa tiene tres grandes cadenas montañosas: Hindukush, que cubre el área al norte y noroeste, Karakoram al norte y noreste y el Himalaya al este. Según la Oficina de Estadísticas de Khyber Pakhtunkhwa, se produjeron 2568 toneladas de barita, 85 toneladas de corindón en 2005-2006 y 1416 toneladas de cuarzo en 2006-2007 en la provincia. Según una fuente, Swat tiene reservas de 70 millones de quilates de esmeralda, Mardan de 9 millones de quilates de topacio rosa y Kohistan 10 millones de quilates de peridoto.
| Región               | Imagen | Piedras preciosas              | Notas | Ref.  |
| -------------------- | ------ | ------------------------------ | --- | ----- |
| Swat                 |        | Esmeralda, cuarzo y epidota.   | Varios tipos de cuarzo se encuentran en la región. La imagen muestra un espécimen de aguamarina y esmeralda en cuarzo del valle de Swat. | [ 3 ] |
| Dir                  |        | Corindón y cuarzo              | La imagen muestra cristales rosas y morados de corindón.                                                                                 | [ 3 ] |
| Mansehra             |        | Corindón y cuarzo ahumado      | La imagen muestra aguamarina en cuarzo ahumado.                                                                                          | [ 3 ] |
| Kohistan             |        | Peridoto                       | La imagen muestra un grupo de cristales de peridoto verde lima de Soppat en Kohistan.                                                    | [ 3 ] |
| Distrito de Peshawar |        | Cuarzo, xenotima y bastnasita. | Cuarzo de la región que incluye fibras de astrofilita y riebeckita. La imagen muestra un cristal de bastnasita infundido con rutilo.     | [ 3 ] |

### Zonas tribales
Las áreas tribales administradas por el gobierno federal están ubicadas estratégicamente entre Afganistán y la provincia de Khyber Pakhtunkhwa de Pakistán. La región es en su mayoría seca y árida, con los montañosos distritos de Bajaur y Mohmandal al norte. En los distritos centrales de Khyber, Kurram y Orakzai, se encuentra la cordillera de Safed Koh, mientras que en los dos distritos del sur de Waziristán, se encuentra las montañas de Sulaimán junto con las colinas de Waziristan. Una gran variedad de minerales y piedras preciosas se encuentran en estas montañas: esmeralda y turmalina al norte, y granate y cuarzo en Bajaur y Waziristán. El Departamento de Minerales es el departamento gubernamental encargado de la exploración y desarrollo de la industria minera en la región. Según su informe, se produjeron 29, 759 toneladas de cuarzo en Mohmand en 2003-2004. Sin embargo, el sector de piedras preciosas en la región no está desarrollado y muchos recursos no han sido identificados y explotados adecuadamente.
| Región              | Imagen | Piedras preciosas                         | Notas | Ref.  |
| ------------------- | ------ | ----------------------------------------- | --- | ----- |
| Distrito de Mohmand |        | Esmeralda, clinozoisita, esfeno y epidota | La imagen muestra un esfeno de color verde oliva claro (titanita) con epidota en matriz de calcita. | [ 3 ] |
| Distrito de Bajaur  |        | Esmeralda, granate y escapolita           | La imagen muestra granate y moscovita en matriz de mica. | [ 3 ] |
| Distrito de Khyber  |        | Cuarzo, xenotima y bastnaesita.           | El cuarzo encontrado en la región incluye fibras de astrofilita y reibeckita. La imagen muestra un cristal de bastnaesita con un tono rojizo de Mulla Ghori en el distrito de Khyber.                                            | [ 3 ] |
| Waziristan          |        | Cuarzo                                    | Varios tipos de cuarzo incluyendo cuarzo faden, cuarzo diamante, cuarzo fantasma, cuarzo con clorita y cuarzo de ventana. La imagen muestra un espécimen de color marrón de cuarzo de ventana proveniente de Waziristán del Sur. | [ 3 ] |

### Gilgit Baltistan
Las tres cadenas montañosas de Gilgit-Baltistán; Himalaya, Hindukush y Karakoram contienen muchos minerales y gemas, como esmeralda, rubí, zafiro, aguamarina, piedra lunar y amatista. También se encuentran otros minerales en la región, como peridoto, turmalina, topacio, granate, pargasita, diópsido, esfeno, apatita, azurita, cuarzo rosa y ágata. En Swat, se pueden encontrar esmeraldas de color verde pálido a verde en talco carbonato de esquisto. En Hunza, se encuentran cristales de rubí de color rosa a rojo bien formados, mientras que en el valle de Neelum también se encuentran rubíes de alta calidad.
| Región                                     | Imagen | Piedras preciosas                                                                                             | Notas | Ref.  |
| ------------------------------------------ | ------ | --- | --- | ----- |
| Chilas                                     |        | Diópsido aluvial, circonio, cuarzo rutilo, aguamarina y turmalina.                                            | La imagen muestra un cristal de circón piramidal de color naranja rojizo de Chilas.                                                   | [ 3 ] |
| Gilgit y Shigar                            |        | Aguamarina, topacio, esmeralda, rubí, polucita, cuarzo rutilo, morganita, apatita, espinela y pargasita.      | El topacio dorado y blanco se encuentra en la región. La imagen muestra una rara apatita rosa con albita del valle de Nagar.          | [ 3 ] |
| Shengus, Stak Nala y Tormiq Nala           |        | Aguamarina, topacio, turmalina, apatita, esfeno, morganita y cuarzo.                                          | La imagen muestra una apatita de color púrpura oscuro de Shengus.                                                                     | [ 3 ] |
| Shigar Propio                              |        | Apatita, zoisita, cuarzo rutilo, epidota y morganita                                                          | La imagen muestra apatita rosa pastel con cuarzo de Shigar.                                                                           | [ 3 ] |
| Childee, Kashmal y Yuno (valle de Shigar)  |        | Aguamarina, turmalina de color esmeralda, apatita, morganita, topacio y cuarzo.                               | La imagen muestra un grupo de aguamarina de la zona.                                                                                  | [ 3 ] |
| Testun, Dassu, Net Tahirabad y Goyungo     |        | Topacio, aguamarina, turmalina, morganita, apatita, cuarzo y esmeralda.                                       | Topacio dorado de alta calidad se encuentra allí. También se encuentran minerales raros de tierra.                                    | [ 3 ] |
| Appu Aligund, Fuljo, Braldu, Bashu y Karma |        | Turmalina, aguamarina, granates, diópsido, rubí, pargasita, esmeralda, topacio, amatista, scheelita y cuarzo. | La imagen muestra aguamarina con schorl del valle de Braldu.                                                                          | [ 3 ] |
| Khaplu, distrito de Ghanche                |        | Aguamarina, amatista y cuarzo.                                                                                | El cuarzo dorado de rutilo de buena calidad se encuentra allí. La imagen muestra una muestra rara de cuarzo con calcita y actinolita. | [ 3 ] |

### Baluchistán
Baluchistán es la provincia más grande de Pakistán y está cubierta por terreno accidentado y cordilleras escarpadas. Las principales cadenas montañosas de la provincia incluyen Makran, Sulaiman, Toba Kakar y Kirthar. Las principales piedras preciosas que se comercializan en la región incluyen esmeralda, apatita, zafiro, ágata, turmalina, rubí, topacio, turquesa, lapislázuli, cuarzo, granate y peridoto.
| Región             | Imagen | Piedras preciosas                                                      | Notas | Ref.   |
| ------------------ | ------ | ---------------------------------------------------------------------- | --- | ------ |
| Distrito de Kharan |        | Brookita, anatasa y cuarzo                                             | La imagen muestra cristales de anatasa estriada (en negro), brookita y cristales de cuarzo que cubren una matriz de feldespato de Kharan.                                            | [ 3 ]  |
| Chaman             |        | Cuarzo                                                                 | Varios tipos de cuarzo que se encuentran son el diamante, cuarzo en prehnita y faden. La imagen muestra una luz translúcida de prehnita verde espuma de mar con cristales de cuarzo. | [ 3 ]  |
| Taftan             |        | Cuarzo y brookita.                                                     | La imagen muestra un gran ejemplar de cristales de cuarzo en brookita de Taftan. |        |
| Chagai             |        | Malaquita, azurita, granate, circón, obsidiana, lapislázuli y brookita | La imagen muestra brookita de buena calidad en cuarzo. | [ 14 ] |
| Panjgur            |        | Cuarzo aurífero                                                        | La imagen muestra cristales de cuarzo con epidota. | [ 14 ] |
| Kalat              |        | Granate marrón y fluorita                                              | | [ 14 ] |
| Qilla Abdullah     |        | Aragonito                                                              | | [ 14 ] |
| Loralai            |        | Amatista                                                               | | [ 14 ] |